# Габріель Андраль
Габріел Андраль (1797—1876) — французький медик і педагог; професор, член Французької академії наук.

## Біографія
Габріель Андраль народився 6 листопада 1797 року в Парижі.
У науковому світі став відомим своєму дослідженню «Clinique médicale» (3 т., Париж, 1823-30; перекладено німецькою мовою Флісом, 5 т., Кведлінб., 1842—45).
Андраль зайняв в 1827 році катедру гігієни в Паризькому університеті, яку залишив у 1830 році, отримавши катедру патології, в 1839 році обраний професором загальної патології і терапії, в 1843 році членом Французької академії наук. Він був обраний іноземним почесним членом Американської академії мистецтв і наук в 1849 році.
Габріель Андраль помер 13 лютого 1876 року в Парижі.
Андраля пам'ятають як піонера в дослідженні хімічного складу крові. Він вважається засновником наукової гематології, і йому приписують її інтеграцію в клінічну і аналітичну медицину.
Найважливіші праці Андраля з патології: «Précis d'anatomie pathologique» (3 т., Париж, 1829; перекладено на німецьку мову Беккером, 2 т., Лейпциг, 1829-30); «Cours de pathologie interne» (3 т., Париж, 1836-37; 2-е вид., Париж, 1848 р .; переведено німецькою мовою Унгером, 3 т., Берлін, 1836-38), «Essai d'hématologie pathologique» (Париж, 1843; перекладено німецькою мовою Герцогом, Лейпциг, 1844), «Traité de l'auscultation médiate et du coeur» (2 т., Париж, 1836); ним здійснено спільно з Жюлем Гаварре і Онезімом Делафон кілька важливих гістологічних та патолого-хімічних досліджень крові та її складових частин: "Recherches sur les modifications de proportion de quelques principes du sang " (німецькою мовою в перекладі Вальтера, Нердл., 1842).